# Mungyeong
Mungyeong (în coreeană 문경) este un oraș din provincia Gyeongsangbuk-do, Coreea de Sud. Are o suprafață de 911,73 km². Populația este de 71.863 locuitori, determinată în 2015.